# Salcia (okręg Braiła)
Salcia – wieś w Rumunii, w okręgu Braiła, w gminie Frecăței. W 2011 roku liczyła 75 mieszkańców.